# Гуштинська сільська рада
Гушти́нська сільська́ ра́да — адміністративно-територіальна одиниця та орган місцевого самоврядування в Борщівському районі Тернопільської області. Адміністративний центр — село Гуштин.

## Загальні відомості
- Територія ради: 2,283 км²
- Населення ради: 589 осіб (станом на 2001 рік)

## Населені пункти
Сільській раді були підпорядковані населені пункти:
- с. Гуштин

## Населення
Згідно з переписом УРСР 1989 року чисельність наявного населення сільської ради становила 2120 осіб, з яких 957 чоловіків та 1163 жінки.
За переписом населення України 2001 року в сільській раді мешкало 585 осіб.

### Мова
Розподіл населення за рідною мовою за даними перепису 2001 року:
| Мова       | Відсоток |
| ---------- | -------- |
| українська | 99,15 %  |
| російська  | 0,85 %   |

## Склад ради
Рада складалася з 15 депутатів та голови.
- Голова ради:
- Секретар ради: Білик Тетяна Йосипівна

### Керівний склад попередніх скликань
| Прізвище, ім'я, по батькові | Основні відомості                                    | Дата обрання | Дата звільнення |
| --------------------------- | ---------------------------------------------------- | ------------ | --------------- |
| Слободян Петро Васильович   | Сільський голова, 1974 року народження, безпартійний | 26.03.2006   | 31.10.2010      |

Примітка: таблиця складена за даними сайту Верховної Ради України

### Депутати
За результатами місцевих виборів 2010 року депутатами ради стали:

#### За суб'єктами висування
| Суб'єкт висування | Кількість обраних депутатів | %   |
| ----------------- | --------------------------- | --- |
| Самовисування     | 15                          | 100 |

#### За округами
| № округу | Прізвище, ім'я, по батькові        | Дата визнання обраним | Освіта             | Партійна приналежність | Відомості про обраного депутата                        |
| -------- | ---------------------------------- | --------------------- | ------------------ | ---------------------- | ------------------------------------------------------ |
| 1        | Косинський Володимир Володимирович | 01.11.2010            | вища               | позапартійний          | тимчасово не працює                                    |
| 2        | Долінський Остап Йосипович         | 01.11.2010            | вища               | позапартійний          | Гуштинська амбула-торія, лікар                         |
| 3        | Гриндьо Галина Євгенівна           | 01.11.2010            | вища               | позапартійна           | Циганська загальноосвітня школа І-ІІІ ст., вчитель     |
| 4        | Попович Андрій Іванович            | 01.11.2010            | середня спеціальна | позапартійний          | Бурдяківський спецкар'єр, технічний директор           |
| 5        | Співак Володимир Васильович        | 01.11.2010            | середня спеціальна | позапартійний          | Борщів Агропромтехніка, заст. директора по ріль-ництву |
| 6        | Яворська Ганна Степанівна          | 01.11.2010            | вища               | позапартійна           | Гуштинський дитячий садок, вихова-ель                  |
| 7        | Лукаш Віктор Несторович            | 01.11.2010            | середня спеціальна | позапартійний          | Бурдякі-вський спец-кар'єр, водій                      |
| 8        | Рибак Василь Михайлович            | 01.11.2010            | середня            | позапартійний          | Бурдякі-вський спецкар'єр, грохотовщик                 |
| 9        | Білик Тетяна Йосипівна             | 01.11.2010            | вища               | позапартійна           | Гуштинська сільська рада, секретар                     |
| 10       | Ненчин Микола Васильович           | 01.11.2010            | середня спеціальна | позапартійний          | тимчасово не працює                                    |
| 11       | Чухрай Петро Антонович             | 01.11.2010            | вища               | позапартійний          | тимчасово не працює                                    |
| 12       | Мантика Наталія Іванівна           | 01.11.2010            | вища               | позапартійна           | Борщів, приватний стоматолог                           |
| 13       | Лань Михайло Петрович              | 01.11.2010            | середня            | позапартійний          | тимчасово не працює                                    |
| 14       | Чорній Людмила Іванівна            | 01.11.2010            | вища               | позапартійна           | Борщів управління держкомзему, головний спеціаліст     |
| 15       | Костюк Оксана Михайлівна           | 01.11.2010            | середня спеціальна | позапартійна           | тимчасово не працює                                    |